# Quadricalcarifera trioculata
Quadricalcarifera trioculata är en fjärilsart som beskrevs av Holloway 1976. Quadricalcarifera trioculata ingår i släktet Quadricalcarifera och familjen tandspinnare. Inga underarter finns listade.